# Alberto Vega
Alberto Vega (ur. 5 kwietnia 2005) – kostarykański pływak specjalizujący się w stylu dowolnym, olimpijczyk z Paryża 2024.

## Udział w zawodach międzynarodowych
| Impreza                  | Rok  | Gospodarz | st. dowolny | st. dowolny | st. dowolny |
| Impreza                  | Rok  | Gospodarz | 200 m       | 400 m       | 800 m       |
| ------------------------ | ---- | --------- | ----------- | ----------- | ----------- |
| Igrzyska olimpijskie     | 2024 | Paryż     | —           | 35          | —           |
| Mistrzostwa świata       | 2023 | Fukuoka   | 51          | 41          | —           |
| Mistrzostwa świata       | 2024 | Doha      | —           | 46          | 39          |
| Igrzyska panamerykańskie | 2023 | Santiago  | 19          | 14          | 20          |